# Unutarnji Sunčev sustav
Unutarnji Sunčev sustav je dio Sunčeva sustava koji obuhvaća četiri terestrička planeta najbliža Suncu i asteroidni pojas, dok je iza Glavnog asteroidnog pojasa vanjski Sunčev sustav u kojemu su četiri velika planeta. Objekti unutarnjeg Sunčeva sustava većinom se sastoje od stijena, kolektivnog imena za sastojke visokih tališta, poput silikata, željeza, nikla, koji ostaju krutinama pod skoro svim uvjetima u protoplanetnoj maglici. Ti planeti imaju guste, kamenite sastave, posjeduju malo ili nijedan mjesec i bez prstenastih sustava. Zbog visokih vrelišta, samo su kovine i silikati mogli opstati u krutom obliku u vrućem unutarnjem Sunčevom sustavu, blizu Sunca, te su od njih nastali kameni planeti Merkur, Venera, Zemlja i Mars. Zato što su metalni elementi činili tek mali udio Sunčeve maglice, terestrički planeti nisu mogli narasti vrlo veliki. Tri od četiri unutarnja planeta (Venera, Zemlja i Mars) imaju atmosferu dovoljno snažnu da stvaraju vremenske prilike; svi imaju kratere i tektonske površinske značajke poput dolina i vulkana. Na čvrstoj se površini geološkim procesima razvila sekundarna atmosfera od pretežnog ugljikova dioksida (Venera i Mars) i tercijarna atmosfera Zemlje od dušika i kisika.  Pojam unutarnji planet ne treba miješati s donjim planetom, koji označava one planete koji su bliže Suncu nego što je Zemlja (tj. Merkur i Venera). 
Polumjer cijelog područja unutarnje Sunčevog sustava manji je od udaljenosti između orbita Jupitera i Saturna. Unutarnji je Sunčev sustav također unutar crte smrzavanja, koja je manje od 5 AJ daleko (oko 700 milijuna km) od Sunca.
Međuplanetni medij je dom barem dviju diskolikih regija kozmičke prašine u Sunčevom sustavu, od kojih je jedna u unutarnjem Sunčevom sustavu. Međuplanetni oblak prašine uzrokom je zodijačkog svjetla. Najvjerojatnije je nastao srazovima unutar asteroidnog pojasa zbog gravitacijskog međudjelovanja s planetima. Druga se prostire od 10 do 40 AJ i nalazi se u vanjskom Sunčevom sustavu u Kuiperovu pojasu.
Položaj Sunčeva sustava u Kumovoj slami vrlo je bitan za razvitak života na planetima i ostalim tijelima Sunčevog sustava, osobito unutarnjeg. Sunčev sustav u Kumovoj slami kruži u orbiti bliskoj kružnoj, a orbite blizu Sunca približno su iste brzine kao spiralni kraci Kumove slame. Zato Sunce rijetko prolazi kroz spiralne krake. Spiralni krakovi su dom daleko većoj koncentraciji supernova, gravitacijskih nestabilnosti i radijacije koji bi mogli ometati Sunčev sustav. Zato što nije u njima, to je Zemlji dalo duga razdoblja stabilnosti za život čime se on mogao razviti.
Za Oortov oblak u vanjskom Sunčevom sustavu se misli da se sastoji od kometa koje je iz unutarnjeg Sunčevog sustava izbacilo gravitacijsko međudjelovanje s vanjskim planetima.  Prema nekim procjenama, vjeruje se da Oortov oblak sadrži i do 12 milijardi kometa koji samo čekaju da se strmoglave u unutarnji Sunčev sustav. Vrlo je bitno što se Sunce ne nalazi blizu galaktičkog središta Kumove slame. Bliže središtu, gravitacijska povlačenja obližnjih zvijezda mogla bi perturbirati tijela u Oortovom oblaku te poslati mnoge komete u unutarnji Sunčev sustav, iz čega mogu proizaći sudari s moguće katastrofalnim implikacijama na život na Zemlji. Intenzivna radijacija galaktičkog središta također bi mogla interferirati s razvitkom složenijeg života.
Kada komet uđe u unutarnji Sunčev sustav, približivši se dovoljno Suncu stvara se uvjet da zaleđena površina kometa sublimira i ionizira čime nastaje kometna koma: dugi rep plina i prašine, vidljiv sa Zemlje golim okom.
Glavni planetoidni pojas nalazi se u području između Marsa i Jupitera sadrži planetoide i meteoroide, mala čvrsta tijela građena od stijena i metala. Ta se tijela razvijaju sudarno, a gibaju se oko Sunca istim smjerom kao i planeti, ali su im staze izduženije, zbog čega neki odlaze dalje od Saturna ili se približavaju Suncu bliže od Merkura. Zbog intenzivna praćenja i poboljšanja mjernih metoda, u novije se doba otkriva mnogo planetoida i meteoroida koji prolaze pokraj Zemlje. Asteroidi, osim onih najvećih, klasificirani su kao mala tijela Sunčevog sustava i sastoje se uglavnom od vatrostalnih kamenih i metalnih minerala s nešto leda. Veličine su od nekoliko metara do stotina kilometara. Asteroidi manji od metra obično se nazivaju meteoroidi i mikrometeoroidi (veličine zrna), ovisno o različitim, pomalo proizvoljnim definicijama. Asteroidni pojas zauzima orbitu između Marsa i Jupitera, između 2,3 and 3,3  AJ od Sunca. Smatra se da su to ostaci iz formacije Sunčevog sustava koji se nisu uspjeli stopiti zbog gravitacijske interferencije Jupitera. Asteroidni pojas sadrži desetke tisuća, možda i milijune objekata promjera više od jednog kilometra. Unatoč tome, ukupna masa asteroidnog pojasa vjerojatno neće biti veća od tisućine mase Zemlje.
Unutarnji Sunčev sustav također sadrži asteroide blizu Zemlje čija se putanja križa s orbitama unutarnjih planeta. Neki od njih su potencijalno opasni objekti.